# Presbytère de Montourtier
L'ancien presbytère de Montourtier  qui semble avoir été construit pour être une fauconnière est un édifice situé à Montourtier, en France.

## Localisation
Le monument est situé dans le département français de la Mayenne, au nord du bourg de Montourtier.

## Historique
L’abbé Angot, grand historiographe de la Mayenne, bien que né à Montsûrs, c’est-à-dire à une dizaine de kilomètres de Montourtier, ne parle pratiquement pas de la Fauconnière dans son Dictionnaire. Dans son Armorial monumental de la Mayenne, il s'étend beaucoup plus sur ce bâtiment mais se contente de décrire et d’identifier les blasons que l’on peut voir sur la porte d’entrée et sur la grande lucarne de la façade sud. 
Un autre prêtre mayennais, le père Victor Hervé s’étend beaucoup plus sur cet édifice dans une brochure manuscrite Chronique religieuse de la paroisse de Montourtier.  

### Hypothèses sur la construction: fin duXVesiècleou aube duXVIesiècle
Cet édifice aurait été construit par les Montecler, Seigneur de Bourgon pour servir de relais de chasse ou de fauconnière car ils ne voulaient pas ouvrir Bourgon, l’hiver pour venir à la chasse. Les éléments restants qui montrent le caractère cynégétique du bâtiment sont les petits animaux qui figurent sur les rampants (chien, sanglier et belette) et les trous de boulin que l’on retrouve sur les bâtiments de services et qui servaient de logement pour les pigeons que l’on attrapait en pratiquant la chasse de haut vol c’est-à-dire la chasse à l’aide d’un faucon. 
D’après la Chronique mentionnée ci-dessus c’est en 1508 que Jean de Montecler propriétaire de la seigneurie de Bourgon aurait donné ce bâtiment à la paroisse de Montourtier pour y loger son pasteur qui se trouvait être un de leurs parents : François de Bellée. 
En construisant la Fauconnière, Jean de Montecler a marqué sa propriété en apposant ses armoiries et celles de sa femme sur la grande lucarne ; quand il accueillit son cousin il fit mettre les armoiries de sa famille sur la porte d’entrée. Ces blasons ont été identifiés par l’Abbé Angot dans son Armorial monumental de la Mayenne.  
Le blason entouré de lions de la porte d’entrée est celui de la famille de Bellée. Cette famille, originaire du Maine, est apparentée aux Montecler et intervient à Montourtier par la nomination comme prieur et curé de Montourtier de François de Bellée. Il le sera de 1549 à 1572 puis de 1573 à 1576 date de son décès, il avait été auparavant chanoine de Beaulieu (au Mans) et sera en outre curé de Marcillé-la-Ville de 1549 à 1572. 
On peut remarquer que l’on retrouve ces armoiries au pied d’un calvaire, près de Saint-Martin de Sezain à proximité du château de Bourgon (du côté opposé du château par rapport aux anciennes douves).  
Les blasons de la grande lucarne de la façade principale sont ceux de Jean de Montecler qui épousa Béatrix de Jonchères en 1534 (François de Bellée signe même le contrat de mariage et plusieurs autres documents relatifs à ce ménage). 
Se souvenant de la donation par leur famille à la paroisse et afin de mieux accueillir leur cousin à la cure de Montourtier, Jean de Montecler aurait modernisé, embelli la maison. Pour les remercier, François de Bellée aurait fondé en 1554, à leur attention, la chapelle de Sainte-Barbe, dans l’église de Montourtier et placé un calvaire sur lequel il avait fait apposer les armoiries de sa famille à l’entrée de Bourgon. Il résigna ses fonctions en 1567 mais un autre François de Bellée, son neveu, également chanoine de Beaulieu et prieur de Marcillé, fut nommé en 1573 et mourut en 1576. D’ailleurs, quatre autres prêtres de la famille de 1549 à 1632 occupèrent le prieuré-cure de Montourtier.

### AuxXVIIeetXVIIIesièclesdes curés à Montourtier hauts en couleur
Brandelis de Valory appartenait à la Famille de Valori, une famille patricienne venue en France à la suite de Louis II d’Anjou, roi de Naples, qui avait déjà donné Guy, chevalier de l'Ordre de Saint-Michel, fondateur de la branche de la Motte de Soulgé, mort en 1657. Brandelis était le second fils de ce dernier et comme tel destiné à l’Église, son frère aîné mourut sans enfant en 1651 et leur père le maria en 1653 à Marie de La Hautonnière dont la famille possédait le château de La Pihoraye et la seigneurie de Fougerolles. Devenu veuf et revenu à la cléricature après avoir assuré sa descendance, il fut pourvu en 1664 de la cure de Montourtier que vinrent égayer ses enfants, mais qu’il résigna en 1672, pour ne mourir qu'en 1690.
Lui succéda l’abbé Pierre Reverdy de La Roussière, grand veneur devant l’Éternel. En 1700, il dut solliciter l’absolution de son évêque, Mgr Louis de La Vergne de Tressan pour s’être adonné à cette passion et aussi pour avoir employé deux servantes qui n’avaient pas l’âge canonique de 45 ans. Il démissionna en 1704.

### Sous Louis XV: démolitions partielles et remise en état
Dans les années 1730, d’importants travaux de restauration étaient devenus nécessaires, l’église de Montourtier dépourvue de curé étant uniquement desservie par un vicaire. Une supplique est envoyée au Roi Louis XV pour demander l’autorisation de démolir des bâtiments jugés trop grands, inutiles et dispendieux. Le Roi ayant donné son accord, des démolitions furent faites, les bâtiments conservés furent alors restaurés. Le curé était alors l’abbé Joseph Thoumin de Vauxpont, d’une vieille famille de Lassay, un bienfaiteur de la Charité d'Evron. Il forma son neveu Michel, ami de Mgr Urbain de Hercé, qui devait être élu le 12 décembre 1790, premier évêque constitutionnel de la Mayenne, poste qu’il refusa sur le conseil du Saint-Père. Il résigna dès 1733 et mourut en 1753. 

### Sous la Révolution
En 1774, l’abbé Pierre Vidis, « doux et humble de cœur » et « bon curé », est installé à Montourtier ; il était né en 1734 à Ambrières. Mais d’un caractère un peu faible, le 6 mars 1791, il prêta le serment avec préambule qu’il rétracta publiquement presque aussitôt. Le Curé Vidis n’étant pas dans les idées de la Révolution, il préféra se retirer chez sa sœur au village de La Flamengère (Saint-Loup-du-Gast) ; en 1792 il fut interné aux Cordeliers à Laval puis déporté à Jersey.  
Le presbytère vacant fut transformé en caserne de soldats et peu de temps après en maison de débauche. De retour à sa cure en 1800, le Père Vidis fut maintenu en 1802 à la signature du Concordat, il retrouve son presbytère, celui-ci étant occupé par un aubergiste. Avec l’aide de la commune et après maintes procédures, il retrouve l’usage de son presbytère. En 1805, il se retire à Cigné où il mourut en 1807. Joseph-Jacques-Jean Patier, vicaire de Montourtier, sa paroisse natale, prêta un serment catholique et partagea l’exil de son curé, dont il devint le vicaire en 1800 puis le successeur en 1805, il mourut en 1807. 

### Travaux duXIXesiècle
À nouveau sous l’impulsion des châtelains de Bourgon, qui sont devenus les Le Nicolais de Clinchamp, d’importants travaux de restauration sont entrepris  afin de pouvoir loger plus confortablement son curé et d’accueillir un nouveau vicaire. Ce fut donc toute la partie droite qui fut reconstruite et la boulangerie (ancien four à pain) surélevée. 

### La fauconnière auXXesiècle
Le presbytère servit de logement aux curés de Montourtier jusqu’en 1977, date à laquelle il fut vendu par la commune et est devenu une propriété privée. 
Le presbytère est inscrit au titre des Monuments historiques depuis le 10 décembre 1927.